# Morti nel 957
| Questa pagina contiene informazioni ricavate automaticamente dalle voci biografiche con l'ausilio del template Bio e di un bot. L'aggiornamento è periodico e automatico e ricostruisce completamente la pagina. Se manca una persona in questa lista, sei pregato di non aggiungerla, ma accertati piuttosto che la sua voce biografica contenga il template Bio e che i dati anagrafici siano correttamente compilati. Se il template Bio manca, inseriscilo tu stesso o, in alternativa, metti l'avviso {{tmp\|Bio}} che ne segnala la mancanza. Se i dati riportati sono sbagliati, correggi direttamente la voce biografica; le modifiche saranno visibili in questa lista entro pochi giorni. Per chiarimenti vedi il progetto biografie. La lista contiene solo le 9 persone che sono citate nell'enciclopedia e per le quali è stato implementato correttamente il template Bio. Pagina aggiornata al 13 gen 2025. |

- 6 settembre - Liudolfo di Svevia, duca (n. 930)
- 19 settembre - Lamberto di Frisinga, vescovo tedesco
- Dedi di Hassegau, nobile tedesco
- Goffredo II di Besalú, conte
- Abu al-Hasan 'Ali al-Mas'udi, storico, geografo e viaggiatore arabo (n. 897)
- Rodolfo, vescovo italiano
- Roger de Montreuil, conte
- Teresa di León di Navarra, principessa (n. 928)
- Al-Istakhri, geografo persiano